# Les Petits Pains de la pleine lune
Les Petits Pains de la pleine lune est un roman fantastique de l'écrivain sud-coréenne Gu Byeong-mo paru en 2009.

## Résumé
Le protagoniste est un lycéen bègue dont la mère s'est suicidée alors qu'il n'avait que six ans, quelques jours après l'avoir abandonné dans la gare de Cheongyangli, à Séoul, à quelque stations de métro à peine de chez lui. Lors de cet épisode, le garçon est resté une semaine loin du foyer familial, balloté entre cheminots qui ne voulaient pas être dérangés dans leur travail, milieu hospitalier, où il fut réanimé après être tombé d'inanition, faute d'eau et de nourriture, et poste de police, où les agents ont eu des difficultés à retrouver sa famille, son père n'ayant pas déclaré la disparition de l'enfant... Après quelques années de veuvage, le père du garçon, sous l'injonction de sa propre mère, décide de se remarier. Grâce à un site de rencontre matrimoniale, et après avis de sa mère, il rencontre une institutrice divorcée, Mme Bae, mère d'une petite fille, Mouhui, qu'il décide d'épouser. Mais les relations entre le garçon et sa belle-mère sont plus que tendues. Elle se montre particulièrement autoritaire et méchante, alors qu'afin d'éviter le conflit, le garçon reste passif et effacé, ce qui a le dont d'agacer encore davantage Mme Bae. L'adolescent, cherche à passer le moins de temps possible chez lui, partant tôt le matin et revenant tard le soir, où il s'enferme immédiatement dans sa chambre. Pour s'alimenter, il achète régulièrement des pâtisseries à la Wizard Bakery, ouverte vingt-quatre heures sur vingt-quatre, et dont il est le plus fidèle client.
Il n'a plus que deux ans à patienter avant de pouvoir quitter l'enfer "familial" lorsqu'il découvre dans son linge la culotte tachée de sang de sa jeune demi-sœur, ce dont s'aperçoit également aussitôt sa belle-mère. Celle-ci faisant des pieds et des mains pour découvrir l'auteur des attouchements à sa fille, fait renvoyer un de ses professeur, menace l'institut qui l'embauche, et va même jusqu'à se confronter au procureur qui essaie de tirer au clair l'affaire. Folle de rage, un soir elle malmène sa fille pour lui faire avouer qui la touche vraiment, et cette dernière désigne, par un geste de protection, son demi-frère, qui se voit contraint de prendre la fuite. Il trouve refuge à la Wizard Bakery, dont le patron lui offre de se cacher dans le four. Notre adolescent découvre que le four en question est aménagé et qu'il sert en fait de chambre au pâtissier qui y dort une fois par mois, le soir de la pleine lune. Celui-ci lui propose de se rester caché à la Wizard Bakery "le temps qu'il voudra". L'adolescent ne tarde pas à comprendre que le pâtissier, qui fabrique inlassablement des petits gâteaux pas tout à fait ordinaires, est en fait un magicien, et que la jeune fille qui lui sert d'assistante redevient un oiseau bleu à la tombée de la nuit. En reconnaissance de son aide, l'adolescent propose au pâtissier de gérer le site internet de la boutique, les commandes, etc. 
Après quelques mois chez le magicien, ce dernier est inquiété par la police à la suite de plaintes de clients mécontents, qui ont en réalité fait un usage peu recommandable de leurs pâtisseries. Il est alors temps au garçon de rentrer chez lui et ironie du sort d'y ramener la poupée-pâtisserie vaudou qu'a récemment commandé sa belle-mère afin de le faire souffrir, lui. Mais, avant de partir précipitamment pendant un contrôle de police, le magicien lui offre une meringue à remonter le temps, qu'il utilisera, peut-être... Il connaît les dangers et les implications que représentent l'utilisation d'une telle pâtisserie, non seulement pour lui et son environnement, mais aussi pour l'univers tout entier. De retour chez lui, il découvre son père en train de violer sa demi-sœur. Mme Bae rentrant simultanément découvre également le pot-aux-roses. Le lendemain, la boutique est vide, la pâtisserie est partie sans laisser ni trace, ni adresse, et Mme Bae engage une procédure de divorce.
Quelques années plus tard, alors qu'il est serveur dans une brasserie, une cliente lui offre un petit gâteau provenant de la Wizard Bakery qui vient d'ouvrir ses portes non loin...